# Mr FijiWiji
Brendan Galdo, meglio conosciuto come Mr FijiWiji (Pittsburgh, 5 ottobre 1995), è un produttore discografico e disc jockey statunitense.
Prima di entrare a far parte dell'etichetta indipendente Monstercat, ha iniziato a produrre musica pubblicandola sul sito Newgrounds. È uno dei primi artisti di Monstercat: il suo singolo di debutto, "Insomnia", è stato rilasciato il 21 ottobre 2011. Con l'etichetta canadese ha sinora pubblicato 23 singoli e 5 ep.
Il 20 aprile 2018 esce il primo album in studio Lost Lost Lost, pubblicato sulla sua etichetta discografica indipendente “Spaceman Recordings”.
Il suo logo è il "paper bag", un sacchetto di carta.

## Discografia

### Album in studio
- 2018 - Lost Lost Lost

### EP
- 2012 - Keeping it Surreal
- 2013 - Friends
- 2015 - Growing Up
- 2016 - Dogma